# Catherine Tizard
Catherine Tizard   (Auckland, 4 d'abril de 1931 - Auckland, 31 d'octubre de 2021), de soltera MacLean, va ser una estadista neozelandesa. Va ser governadora general de Nova Zelanda del 13 de desembre de 1990 al 21 de març de 1996

## Biografia
Membre del Partit Laborista, Catherine Tizard va ser escollida alcaldessa d'Auckland l'any 1983, una novetat per a una dona. Va ocupar el càrrec fins al seu nomenament com a governadora general de Nova Zelanda el 1990, convertint-se també en la primera dona a ocupar el càrrec. Es va retirar el 1996 després del nomenament del seu successor, Michael Hardie Boys.

## Premis
- Lady Gran Creu de l'Orde de Sant Miquel i Sant Jordi (1990)[2]
- Lady Commander de l'Orde de l'Imperi Britànic (1985)[2]
- Senyora de la Justícia de la Venerable Orde de Sant Joan (DStJ)
- Orde de Nova Zelanda (ONZ, 2002)
- Lady Gran Creu de la Reial Orde Victorià (GCVO)